# Valle-d’Orezza
Valle-d’Orezza (kors. A Valle d’Orezza) – miejscowość i gmina we Francji, w regionie Korsyka, w departamencie Górna Korsyka.
Według danych na rok 1990 gminę zamieszkiwało 50 osób, a gęstość zaludnienia wynosiła 13 osób/km².